# Municipio X
Municipio X is een stadsdeel met ongeveer 180.000 inwoners in het zuidoosten van de stad Rome.

## Onderverdeling
Don Bosco, Appio Claudio, Quarto Miglio, Pignatelli, Lucrezia Romana, Osteria del Curato, Romanina, Gregna, Barcaccia, Morena, Ciampino